# Kamixovka (Volgograd)
|  | Per a altres significats, vegeu «Kamixovka». |

Kamixovka (en rus: Камышовка) és un poble (un khútor) de l'óblast de Volgograd, a Rússia, segons el cens del 2010 tenia 26 habitants. Pertany al districte municipal de Pal·làssovka.